# H. O. Hirschfeld
Hermann Otto Hirschfeld (1912-1980) connu aussi sous le nom de H.O. Hartley et plus familièrement HOH, fut un statisticien germano-américain. Il inventa le test d'Hartley d'égalité des variances en 1950. En 1967, avec J.N.K. Rao il publia une méthode de Maximum de vraisemblance pour trouver les composants de la variance dans les modèles mixes. Il contribua significativement à la programmation, à l'optimisation et à l'échantillonnage des sondages.
Il fonda le département de Statistiques de l'université A&M du Texas. Il fut le 74e président de l'American Statistical Association.